# 和歌山電鐵貴志川線
貴志川線（きしがわせん）は、和歌山県和歌山市の和歌山駅から同県紀の川市の貴志駅までを結ぶ和歌山電鐵の鉄道路線である。通称は「わかやま電鉄貴志川線」。
和歌山市の東郊に延びる鉄道路線で、2006年4月1日に和歌山電鐵へ譲渡されるまでは南海電気鉄道が運営していた（譲渡経緯は後述）。

## 路線データ
- 路線距離（営業キロ）：14.3km
- 軌間：1067mm
- 駅数：14駅（起終点駅含む。有人駅は和歌山駅・伊太祈曽駅）
- 複線区間：なし（全線単線）
- 電化区間：全線電化（直流1500V）
- 閉塞方式：自動閉塞式
- 交換可能駅：3か所（日前宮駅、岡崎前駅、伊太祈曽駅）
  - かつては竈山駅、大池遊園駅、甘露寺前駅でも交換可能であった。
- 最高速度：60km/h

## 運行形態
すべて普通列車で、全線直通がおおむね1時間あたり2本運行される。和歌山駅 - 伊太祈曽駅間の列車が平日に6往復、土・休日は4往復設定されているほか、伊太祈曽駅 - 貴志駅間の列車が毎日1往復設定されている（2021年3月13日改正時点）。全列車でワンマン運転を行っている。
南海電気鉄道から引き継いで使用されている2270系電車のリニューアルデザインが、和歌山電鐵の親会社である岡山電気軌道の9200形電車 (MOMO) などをデザインした水戸岡鋭治によって行われており、2021年12月時点で「いちご電車」、「たま電車｣、｢うめ星電車」、｢たま電車ミュージアム号」（「おもちゃ電車」を改装）が運行されている。

## 利用状況

### 輸送実績
貴志川線の輸送実績を下表に記す。輸送量は1997年（平成9年）以降減少していたが、和歌山電鐵に運営移管後は増加に転じている。
表中、最高値を赤色で、最高値を記録した年度以降の最低値を青色で、最高値を記録した年度以前の最低値を緑色で表記している。
| 年度別輸送実績 | 年度別輸送実績     | 年度別輸送実績             | 年度別輸送実績             | 年度別輸送実績             | 年度別輸送実績             | 年度別輸送実績             | 年度別輸送実績 | 年度別輸送実績                     |
| 運 営 主 体    | 年 度              | 輸送実績（乗車人員）：万人 | 輸送実績（乗車人員）：万人 | 輸送実績（乗車人員）：万人 | 輸送実績（乗車人員）：万人 | 輸送実績（乗車人員）：万人 | 輸送密度 人/日 | 特 記 事 項                        |
| -------------- | ------------------ | -------------------------- | -------------------------- | -------------------------- | -------------------------- | -------------------------- | -------------- | ---------------------------------- |
| 運 営 主 体    | 年 度              | 通勤定期                   | 通学定期                   | 通勤通学 定 期 計          | 定 期 外                   | 合 計                      | 輸送密度 人/日 | 特 記 事 項                        |
| 南海電気鉄道   | 1974年（昭和49年） |                            |                            |                            |                            | 361.4                      |                | 旅客輸送実績最高値を記録           |
| 南海電気鉄道   | 1980年（昭和55年） |                            |                            | 205.6                      | 119.8                      | 325.4                      |                |                                    |
| 南海電気鉄道   | 1985年（昭和60年） |                            |                            | 150.3                      | 103.0                      | 253.3                      |                |                                    |
| 南海電気鉄道   | 1988年（昭和63年） | 95.8                       | 52.8                       | 148.6                      | 100.1                      | 248.7                      | 3,935          |                                    |
| 南海電気鉄道   | 1989年（平成元年） | 94.3                       | 53.6                       | 147.9                      | 101.2                      | 249.1                      | 3,892          |                                    |
| 南海電気鉄道   | 1990年（平成2年）  | 97.0                       | 58.4                       | 155.4                      | 101.2                      | 256.6                      | 4,006          |                                    |
| 南海電気鉄道   | 1991年（平成3年）  | 99.3                       | 63.3                       | 162.6                      | 103.3                      | 265.9                      | 4,081          |                                    |
| 南海電気鉄道   | 1992年（平成4年）  | 97.6                       | 62.6                       | 160.2                      | 96.5                       | 256.7                      | 4,021          |                                    |
| 南海電気鉄道   | 1993年（平成5年）  | 92.2                       | 67.5                       | 159.7                      | 95.1                       | 254.8                      | 3,993          |                                    |
| 南海電気鉄道   | 1994年（平成6年）  | 88.6                       | 71.7                       | 160.3                      | 91.6                       | 251.9                      | 3,990          | 冷房電車への置き換え開始           |
| 南海電気鉄道   | 1995年（平成7年）  | 91.1                       | 79.8                       | 170.9                      | 101.7                      | 272.6                      | 4,200          | 冷房電車への置き換え終了・列車増発 |
| 南海電気鉄道   | 1996年（平成8年）  | 92.6                       | 81.1                       | 173.7                      | 100.2                      | 273.9                      | 4,207          |                                    |
| 南海電気鉄道   | 1997年（平成9年）  | 93.8                       | 69.1                       | 162.9                      | 95.9                       | 258.8                      | 4,035          |                                    |
| 南海電気鉄道   | 1998年（平成10年） | 80.1                       | 64.0                       | 144.1                      | 89.7                       | 233.8                      | 3,673          |                                    |
| 南海電気鉄道   | 1999年（平成11年） | 83.3                       | 68.6                       | 151.9                      | 85.2                       | 237.1                      | 3,657          | 交通センター前駅開業               |
| 南海電気鉄道   | 2000年（平成12年） | 83.7                       | 72.2                       | 155.9                      | 80.3                       | 236.2                      | 3,575          |                                    |
| 南海電気鉄道   | 2001年（平成13年） | 80.5                       | 69.8                       | 150.3                      | 77.1                       | 227.4                      | 3,451          |                                    |
| 南海電気鉄道   | 2002年（平成14年） | 69.3                       | 56.7                       | 126.0                      | 73.2                       | 199.2                      | 3,098          |                                    |
| 南海電気鉄道   | 2003年（平成15年） | 67.4                       | 61.8                       | 129.2                      | 69.3                       | 198.5                      | 3,104          |                                    |
| 南海電気鉄道   | 2004年（平成16年） | 64.2                       | 62.2                       | 126.4                      | 66.2                       | 192.6                      | 2,988          |                                    |
| 南海電気鉄道   | 2005年（平成17年） | 63.1                       | 65.5                       | 128.6                      | 63.6                       | 192.2                      | 2,971          |                                    |
| 和歌山電鐵     | 2006年（平成18年） | 72.1                       | 67.7                       | 139.8                      | 71.6                       | 211.4                      | 3,183          | 和歌山電鐵による運営開始           |
| 和歌山電鐵     | 2007年（平成19年） | 67.3                       | 68.0                       | 135.3                      | 76.5                       | 211.8                      | 3,169          |                                    |
| 和歌山電鐵     | 2008年（平成20年） | 70.4                       | 68.6                       | 139.0                      | 80.0                       | 219.0                      | 3,283          |                                    |
| 和歌山電鐵     | 2009年（平成21年） | 68.6                       | 71.6                       | 140.2                      | 76.9                       | 217.1                      | 3,269          |                                    |
| 和歌山電鐵     | 2010年（平成22年） | 68.3                       | 73.1                       | 141.4                      | 75.8                       | 217.2                      | 3,264          |                                    |
| 和歌山電鐵     | 2011年（平成23年） | 69.0                       | 77.1                       | 146.1                      | 72.1                       | 218.2                      |                |                                    |
| 和歌山電鐵     | 2012年（平成24年） | 66.3                       | 75.4                       | 141.7                      | 74.9                       | 216.6                      | 3,258          |                                    |
| 和歌山電鐵     | 2013年（平成25年） | 69.5                       | 82.7                       | 152.2                      | 77.6                       | 229.8                      | 3,460          |                                    |
| 和歌山電鐵     | 2014年（平成26年） | 69.2                       | 79.2                       | 148.4                      | 79.5                       | 227.9                      | 3,426          |                                    |
| 和歌山電鐵     | 2015年（平成27年） | 67.4                       | 80.8                       | 148.2                      | 83.8                       | 232.0                      | 3,471          |                                    |
| 和歌山電鐵     | 2016年（平成28年） | 64.1                       | 77.7                       | 141.8                      | 78.3                       | 220.1                      | 3,241          | 運賃改定                           |
| 和歌山電鐵     | 2017年（平成29年） | 65.5                       | 75.7                       | 141.2                      | 75.7                       | 216.9                      | 3,195          |                                    |
| 和歌山電鐵     | 2018年（平成30年） | 63.3                       | 73.1                       | 136.4                      | 72.2                       | 208.6                      | 3,074          |                                    |
| 和歌山電鐵     | 2019年（令和元年） | 60.8                       | 69.7                       | 130.5                      | 68.3                       | 198.8                      | 2,930          |                                    |
| 和歌山電鐵     | 2020年（令和2年）  | 54.5                       | 48.8                       | 103.3                      | 38.9                       | 142.2                      | 2,107          |                                    |

### 営業成績
貴志川線の営業成績を下表に記す。旅客運賃収入は1997年（平成9年）以降減少していたが、和歌山電鐵に運営移管後は増加に転じている。運輸雑収については年度による変動が大きい。和歌山電鐵移管後は後述の県・市による支援に加え、大幅な経費削減により赤字額が激減している。ただし、黒字になったことはない。
表中、最高値を赤色で、最高値を記録した年度以降の最低値を青色で、最高値を記録した年度以前の最低値を緑色で表記している。
| 年度別営業成績 | 年度別営業成績     | 年度別営業成績     | 年度別営業成績     | 年度別営業成績     | 年度別営業成績     | 年度別営業成績     | 年度別営業成績 | 年度別営業成績 | 年度別営業成績 | 年度別営業成績 | 年度別営業成績 |
| 運 営 主 体    | 年 度              | 旅客運賃収入：千円 | 旅客運賃収入：千円 | 旅客運賃収入：千円 | 旅客運賃収入：千円 | 旅客運賃収入：千円 | 運輸雑収 千円  | 営業収益 千円  | 営業経費 千円  | 営業損益 千円  | 営業 係数      |
| -------------- | ------------------ | ------------------ | ------------------ | ------------------ | ------------------ | ------------------ | -------------- | -------------- | -------------- | -------------- | -------------- |
| 運 営 主 体    | 年 度              | 通勤定期           | 通学定期           | 通勤通学 定 期 計  | 定 期 外           | 合 計              | 運輸雑収 千円  | 営業収益 千円  | 営業経費 千円  | 営業損益 千円  | 営業 係数      |
| 南海電気鉄道   | 1988年（昭和63年） | 96,674             | 32,093             | 128,767            | 199,692            | 328,459            | 54,033         | 382,492        |                |                |                |
| 南海電気鉄道   | 1989年（平成元年） | 94,574             | 32,028             | 126,602            | 197,871            | 324,473            | 5,183          | 329,656        |                |                |                |
| 南海電気鉄道   | 1990年（平成2年）  | 97,930             | 34,545             | 132,475            | 198,549            | 331,024            | 6,158          | 337,182        |                |                |                |
| 南海電気鉄道   | 1991年（平成3年）  | 103,356            | 37,686             | 141,042            | 207,542            | 348,584            | 6,378          | 354,962        |                |                |                |
| 南海電気鉄道   | 1992年（平成4年）  | 115,510            | 41,952             | 157,462            | 215,449            | 372,911            | 41,297         | 414,208        |                |                |                |
| 南海電気鉄道   | 1993年（平成5年）  | 108,638            | 44,383             | 153,021            | 212,219            | 367,240            | 7,644          | 374,884        | 1,065,812      | △ 690,928      | 284.3          |
| 南海電気鉄道   | 1994年（平成6年）  | 105,300            | 49,327             | 154,627            | 208,296            | 362,923            | 6,695          | 369,618        | 1,066,223      | △ 696,605      | 288.5          |
| 南海電気鉄道   | 1995年（平成7年）  | 112,317            | 56,047             | 168,364            | 230,321            | 398,685            | 6,063          | 404,748        | 1,207,737      | △ 802,989      | 298.4          |
| 南海電気鉄道   | 1996年（平成8年）  | 120,969            | 60,942             | 181,911            | 233,874            | 415,785            | 7,751          | 423,536        | 1,112,002      | △ 688,466      | 262.6          |
| 南海電気鉄道   | 1997年（平成9年）  | 119,547            | 54,416             | 173,963            | 214,606            | 388,569            | 9,006          | 397,575        | 1,139,377      | △ 741,802      | 286.6          |
| 南海電気鉄道   | 1998年（平成10年） | 103,623            | 51,507             | 155,130            | 209,087            | 364,217            | 7,123          | 371,340        | 1,100,277      | △ 728,937      | 296.3          |
| 南海電気鉄道   | 1999年（平成11年） | 107,800            | 55,160             | 162,960            | 205,739            | 368,699            | 148,304        | 517,003        | 1,073,901      | △ 556,898      | 207.7          |
| 南海電気鉄道   | 2000年（平成12年） | 108,009            | 55,810             | 163,819            | 193,833            | 357,652            | 8,186          | 365,838        | 982,410        | △ 616,573      | 268.5          |
| 南海電気鉄道   | 2001年（平成13年） | 104,013            | 54,542             | 158,555            | 185,233            | 343,788            | 97,487         | 441,275        | 853,302        | △ 412,027      | 193.4          |
| 南海電気鉄道   | 2002年（平成14年） | 90,032             | 46,525             | 136,557            | 176,836            | 313,393            | 9,961          | 323,354        | 788,584        | △ 465,230      | 243.9          |
| 南海電気鉄道   | 2003年（平成15年） | 87,914             | 50,875             | 138,789            | 167,552            | 306,341            | 5,593          | 311,934        | 818,635        | △ 506,701      | 262.4          |
| 南海電気鉄道   | 2004年（平成16年） | 82,093             | 51,114             | 133,207            | 160,264            | 293,471            | 10,065         | 303,536        |                |                |                |
| 南海電気鉄道   | 2005年（平成17年） | 80,385             | 53,765             | 134,150            | 153,513            | 287,663            | 3,786          | 291,449        |                |                |                |
| 和歌山電鐵     | 2006年（平成18年） | 93,332             | 55,526             | 148,858            | 166,874            | 315,732            | 18,334         | 334,066        | 415,024        | △ 80,958       | 124.2          |
| 和歌山電鐵     | 2007年（平成19年） | 87,170             | 55,897             | 143,067            | 180,445            | 323,512            | 5,803          | 329,315        | 382,141        | △ 52,826       | 116.0          |
| 和歌山電鐵     | 2008年（平成20年） | 90,162             | 55,637             | 145,799            | 191,337            | 337,136            | 13,956         | 351,092        | 420,512        | △69,420        | 119.8          |
| 和歌山電鐵     | 2009年（平成21年） | 87,445             | 58,781             | 146,226            | 184,948            | 331,174            | 15,834         | 347,008        | 444,700        | △97,692        | 128.2          |
| 和歌山電鐵     | 2010年（平成22年） |                    |                    | 146,602            | 181,652            | 328,254            | 66,535         | 394,789        | 519,092        | △124,303       | 131.5          |
| 和歌山電鐵     | 2011年（平成23年） |                    |                    |                    |                    |                    |                |                |                |                |                |
| 和歌山電鐵     | 2012年（平成24年） | 83,214             | 61,950             | 145,164            | 178,430            | 323,594            | 1,741          | 325,335        | 440,419        | △115,084       | 135.4          |
| 和歌山電鐵     | 2013年（平成25年） | 87,047             | 68,304             | 155,351            | 184,045            | 339,396            | 6,619          | 346,015        | 464,081        | △118,856       | 134.3          |
| 和歌山電鐵     | 2014年（平成26年） | 86,421             | 64,558             | 150,979            | 191,031            | 342,010            | 6,644          | 348,654        | 478,007        | △129,353       | 137.1          |
| 和歌山電鐵     | 2015年（平成27年） | 84,623             | 64,925             | 149,548            | 200,528            | 350,076            | 12,011         | 362,087        | 514,973        | △152,886       | 142.2          |
| 和歌山電鐵     | 2016年（平成28年） | 92,767             | 71,122             | 163,889            | 204,193            | 368,082            | 6,604          | 374,686        | 456,573        | △81,886        | 121.9          |
| 和歌山電鐵     | 2017年（平成29年） | 97,226             | 72,735             | 169,961            | 194,208            | 364,168            | 3,585          | 367,753        | 465,143        | △97,389        | 126.5          |
| 和歌山電鐵     | 2018年（平成30年） | 94,407             | 70,559             | 164,966            | 184,647            | 349,612            | 8,264          | 357,876        | 461,230        | △103,354       | 128.9          |
| 和歌山電鐵     | 2019年（令和元年） | 91,354             | 67,280             | 158,634            | 173,398            | 332,032            | 18,500         | 350,533        | 460,537        | △110,004       | 131.4          |

### 戦前の輸送収支実績
| 年度別実績 | 年度別実績     | 年度別実績     | 年度別実績     | 年度別実績   | 年度別実績     | 年度別実績        | 年度別実績     | 年度別実績       |
| 年度       | 輸送人員（人） | 貨物量（トン） | 営業収入（円） | 営業費（円） | 営業益金（円） | その他損金（円）  | 支払利子（円） | 政府補助金（円） |
| ---------- | -------------- | -------------- | -------------- | ------------ | -------------- | ----------------- | -------------- | ---------------- |
| 1916       | 121,032        | 1,746          | 17,319         | 12,474       | 4,845          | 設立費償却金1,100 |                |                  |
| 1917       | 333,938        | 2,908          | 25,077         | 17,382       | 7,695          | 検査改算減額770   | 1,065          | 1,695            |
| 1918       | 330,921        | 4,048          | 29,446         | 24,466       | 4,980          |                   | 1,954          | 5,788            |
| 1919       | 408,967        | 5,007          | 40,735         | 31,456       | 9,279          | 雑損金29          | 2,456          | 1,908            |
| 1920       | 436,515        | 5,324          | 53,906         | 38,248       | 15,658         |                   | 3,898          |                  |
| 1921       | 444,050        | 4,357          | 56,312         | 40,000       | 16,312         |                   |                |                  |
| 1922       | 460,167        | 3,764          | 60,105         | 43,981       | 16,124         |                   |                |                  |
| 1923       | 427,762        | 3,866          | 61,287         | 41,348       | 19,939         |                   |                | 2,748            |
| 1924       | 383,902        | 3,012          | 53,476         | 44,818       | 8,658          |                   |                | 7,389            |
| 1925       | 331,761        | 2,560          | 47,087         | 37,885       | 9,202          |                   |                | 7,478            |
| 1926       | 242,473        | 3,090          | 78,374         | 38,078       | 40,296         |                   |                | 2,078            |
| 1927       | 332,226        | 2,175          | 48,572         | 34,428       | 14,144         |                   |                |                  |
| 1928       | 331,797        | 2,381          | 48,644         | 33,337       | 15,307         |                   |                |                  |
| 1929       | 331,162        | 2,210          | 51,191         | 34,211       | 16,980         |                   | 11             |                  |
| 1930       | 467,172        | 1,603          | 56,577         | 36,121       | 20,456         |                   | 1,091          |                  |
| 1931       | 456,857        | 996            | 53,831         | 35,599       | 18,232         |                   | 1,327          |                  |
| 1932       | 430,555        | 1,227          | 50,207         | 34,610       | 15,597         |                   | 1,346          |                  |
| 1933       | 473,458        | 1,709          | 58,849         | 37,871       | 20,978         |                   | 6,533          |                  |
| 1934       | 588,585        | 2,545          | 84,667         | 57,253       | 27,414         | 雑損7,181         | 16,663         | 15,432           |
| 1935       | 631,902        | 3,690          | 83,022         | 64,749       | 18,273         | 雑損3,832         | 16,563         | 15,702           |
| 1936       | 626,361        | 4,545          | 84,333         | 69,292       | 15,041         | 償却金雑損8,065   | 15,007         | 15,847           |
| 1937       | 680,935        | 8,765          | 96,801         | 75,321       | 21,480         | 雑損償却金24,316  | 10,715         | 14,265           |
| 1939       | 697,452        | 12,497         |                |              |                |                   |                |                  |
| 1941       | 873,647        | 11,666         |                |              |                |                   |                |                  |
| 1943       | 2,477,929      | 19,142         |                |              |                |                   |                |                  |
| 1945       | 3,426,975      | 9,824          |                |              |                |                   |                |                  |

- 鉄道院鉄道統計資料、鉄道省鉄道統計資料、鉄道統計資料、鉄道統計、国有鉄道陸運統計各年度版

## 施設

### 軌道
- 軌間は1067mmである。
- 使用軌条（レール）は、本線では50Nレール(81.7%)、50PSレール(18.3%)が使用されている。
- 枕木は木製マクラギが多数を占めているものの、順次PCマクラギ化が進められている。

### 分岐器・転轍器
- 分岐器は、14基あり、8番・10番のものが用いられている。
- 転轍器は、本線においては、基本的に発条転轍機（列車の車輪で分岐器を転換させバネの力で復位させる）が使用されている（全線で6基）。
- 回路制御器については12分岐器に設けられている。
- 乗越分岐器および安全側線が設置されている駅は無く、列車行き違い時の上下列車の駅構内同時進入は不可能である。このため行き違い可能な駅の手前で、どちらか一方の列車が徐行または停止する光景がよく見られる。

### 橋梁
- 30か所の橋梁がある

### 車庫
- 伊太祈曽駅構内にあり、検査線2、検修線1、洗浄線1を有する。

### 変電所
- 600V時代は日前宮変電所、伊太祈曽変電所、甘露寺変電所の3箇所の変電所があった。
- 2009年度から3年計画で、架線電圧を600Vから1500Vに昇圧した上で、変電所を伊太祈曽変電所の1か所に統合する計画が立てられた[1]。この際、伊太祈曽変電所にはバックアップ設備も整え、架線電圧については2012年に昇圧が実施された。
- 変電所遠隔制御監視装置が伊太祈曽に設けられている。これについては、和歌山電鐵に運営移管後新設されたものである。

### 電路設備
- 架線は、シンプルカテナリー方式 16,192m
- 饋電線 30,029m、送配電線 51,361m
- 電柱の木柱からコンクリート柱へ置き換えが進められている。2008年現在で、鉄柱19本、コンクリート柱493本、木柱256本となっている。

### 信号・連動装置・CTC
- 常置信号機として、場内信号機、出発信号機が設けられている。
- 信号機は、2位式（緑色：G、赤色：R）が採用されている。
- 列車集中制御装置 (CTC)（親装置：伊太祈曽1、子装置4）が設置され、伊太祈曽駅の運転指令において全駅の信号制御が可能となっている。
- 連動装置は、第三種継電連動装置（5か所）が用いられている。

### ATS
- 全線にATS装置を備え、照査数は74である。

### 踏切
- 52か所の踏切道があり、このうち第一種甲踏切（警報器・遮断機付き）が51か所（うち踏切障害検知装置付きが8か所）、第三種踏切（警報器付き）が1か所である。

### 通信・保安装置
- 列車無線（親局・伊太祈曽1、車載局6）
- 指令電話（運転6、電力5）、沿線電話29
- 自動電話交換機新設（伊太祈曽）（電話機28）
- 防災設備（風速、落石、水位、雨量、地震）については下記のものが設置され、伊太祈曽駅運転指令室に設けられた総合防災盤で集中監視されている。
  - 雨量警報装置（伊太祈曽駅構内）
  - 地震警報装置（伊太祈曽駅構内）
  - 河川水位警報装置（吉礼駅 - 伊太祈曽駅間）
  - 冠水警報装置（竃山駅構内）
  - 落石警報装置（山東駅 - 大池遊園駅間）
  - 風速警報装置（伊太祈曽駅構内）

## 歴史
和歌山市と野上町を結ぶべく計画されたが、同時期に計画された野上軽便鉄道の計画に敗れ認可が下りず、計画を変更。沿線にある日前宮、竈山神社、伊太祁󠄀曽神社などへの参詣（いわゆる三社参り）のための鉄道として、1916年に山東軽便鉄道により開業した。開業当初は当時の和歌山市街地に近い大橋駅（現在の和歌山駅の南西）が起点であったが、翌年に国鉄和歌山駅（現在の紀和駅）近くの中ノ島駅まで延伸。後に紀勢本線の建設に伴い、東和歌山駅（現在の和歌山駅）に起点を変更している。1931年には和歌山鉄道に社名を改め、1943年には全線の電化が完成した。その後和歌山鉄道は1957年に和歌山電気軌道（後の南海和歌山軌道線に当たる路線を運営していた会社）に合併された後、和歌山電気軌道が1961年に南海電気鉄道へ合併され、同社の貴志川線となった。
しかし1971年に和歌山軌道線が全線廃止され、貴志川線は他の南海の路線とは一切接続していない孤立路線となった。1973年に他の南海の路線では架線電圧が1500Vに昇圧されたが、貴志川線は600Vのまま据え置かれた。
1990年代になってCTC化や車両の置き換え、一部駅の無人化、ワンマン運転の実施などの近代化、合理化が行われた。しかし、1999年に南海電気鉄道も参加したスルッとKANSAI対応カードは当時も貴志川線では使えなかった。
沿線は宅地開発が進んだが自家用車利用が多く、また少子化や自転車通学の浸透による高校生の通学利用の減少もあり、利用者は伸び悩んでいた。2003年11月に南海電気鉄道が貴志川線の廃止を検討していることを表明したことにより存続問題が浮上した。2004年8月には、南海電気鉄道が2005年9月末を以って同線から撤退することを発表し、2004年9月に国土交通省近畿運輸局に鉄道事業廃止届出書を提出した。これに対し2005年2月和歌山県、和歌山市と貴志川町（当時）は貴志川線存続で合意、事業の引き継ぎ先を公募した。同時に、県・市町は貴志川線を下記の内容で支援することを公表した。なお、この支援形態は貴志川線の運営移管の3年前に近畿日本鉄道より運営移管した三岐鉄道北勢線の事例に酷似しているが、貴志川線への支援総額は北勢線より低額であった。
- 貴志川線の鉄道用地は、南海電気鉄道から和歌山市と貴志川町（当時）が約2億円で取得し、これを和歌山県が全額補助する。
- 今後想定される貴志川線の施設整備（変電所の大規模改修等）に対して、和歌山県は2.4億円を上限にその経費を負担する。
- 南海電気鉄道から運営移管後10年間の運営費補助（欠損補助）は、和歌山市65%・貴志川町（当時）35%の割合で8.2億円を上限に実施する。

2005年4月には、9つの企業・個人の中から両備グループの岡山電気軌道が選ばれた。そして2005年4月28日、岡山電気軌道が事業を引き継ぐことを発表した。
岡山電気軌道が和歌山市に設立する新会社のもとでの運行開始予定を2006年4月1日とし、事業許可譲渡のため、和歌山市などが南海電気鉄道に撤退期限の延長を求め、南海電気鉄道がこれに応じたことから、2005年6月に運営会社として和歌山電鐵が設立された（岡山電気軌道株式会社100%出資）。そして、2006年1月に国土交通大臣に鉄道事業譲渡譲受認可申請書が提出、同年2月認可され、同年4月1日から同社のもとで運行されることになった。

### 年表
- 1913年（大正2年）4月1日：山東軽便鉄道に対し鉄道免許状下付（海草郡中ノ島村-同郡西山東村大字伊太祈曽間）[5]
- 1914年（大正3年）6月27日：山東軽便鉄道株式会社設立[6][7]
- 1916年（大正5年）2月15日：山東軽便鉄道により大橋駅 - 山東駅（現在の伊太祈曽駅）間が開業[8]。
- 1917年（大正6年）3月16日：中ノ島駅 - 大橋駅間開業[9]。中ノ島駅は国鉄和歌山駅（現在の紀和駅）近く。
- 1923年（大正12年）5月10日：鉄道免許状下付（海草郡西山東村-那珂郡中貴市村間）[10]
- 1924年（大正13年）
  - 2月28日：紀勢西線（現在の紀勢本線）東和歌山駅（現在の和歌山駅）開業に伴い、中ノ島駅 - 秋月駅（現在の日前宮駅）間を廃止し、東和歌山駅に起点変更[11]。
  - 6月15日：田中口駅開業[12]。
- 1928年（昭和3年）5月10日：鉄道免許状下付（和歌山市太田-同市蔵間）[13]
- 1929年（昭和4年）12月15日：瓦斯倫動力併用[6]
- 1931年（昭和6年）
  - 4月23日：和歌山鉄道に社名変更[14]。
  - 10月15日：鉄道免許失効（1928年5月10日免許 和歌山市太田-同市蔵間 指定ノ期限マテニ工事施工認可申請ヲ為ササルタメ）[15]
- 1933年（昭和8年）
  - 月日不明：秋月駅を日前宮駅に改称[16]。
  - 8月18日：伊太祁曽駅 - 貴志駅間が開業[17]。山東駅を伊太祁曽駅に改称。
- 1941年（昭和16年）12月：東和歌山駅 - 伊太祁曽駅間電化。
- 1942年（昭和17年）12月：伊太祁曽駅 - 大池駅間電化。
- 1943年（昭和18年）12月：大池駅 - 貴志駅間電化。全線の電化が完成。
- 1945年（昭和20年）：伊太祁曽駅 - 山東永山駅間の東山東駅を廃止。山東永山駅を山東駅に改称。
- 1957年（昭和32年）11月1日：和歌山電気軌道が和歌山鉄道を合併、同社の鉄道線となる。
- 1961年（昭和36年）11月1日：南海電気鉄道が和歌山電気軌道を合併。鉄道線は貴志川線となる。
- 1968年（昭和43年）3月1日：東和歌山駅を和歌山駅に改称。
- 1993年（平成5年）4月1日：CTC化。
- 1995年（平成7年）
  - 2月6日：2270系電車運転開始。
  - 4月1日：ワンマン運転開始[18]。運行間隔が日中は40分から30分に、夕方は30分から15分間隔に増発され、全列車が冷房化[18]。
- 1999年（平成11年）5月7日：交通センター前駅開業。
- 2003年（平成15年）11月：南海電気鉄道が貴志川線の廃止を検討していることを表明したことにより存続問題が浮上。
- 2004年（平成16年）
  - 8月10日：南海電気鉄道が2005年9月末を以って同線から撤退することを発表。
  - 9月30日：南海電気鉄道が国土交通省近畿運輸局に鉄道事業廃止届出書を提出[19]。
- 2005年（平成17年）
  - 2月4日：和歌山県、和歌山市と旧貴志川町が貴志川線存続で合意、事業の引き継ぎ先を公募。
  - 4月28日：岡山電気軌道が事業引き継ぎを発表。
  - 6月27日：貴志川線の運営会社として和歌山電鐵が設立。
- 2006年（平成18年）
  - 2月28日：1月20日申請の南海電気鉄道から和歌山電鐵への鉄道事業譲渡譲受が国土交通大臣から認可[4]。
  - 4月1日：和歌山電鐵による貴志川線運行開始。伊太祁曽駅を伊太祈曽駅に改称。
  - 8月6日：水戸岡鋭治がデザインした「いちご電車」の運行を開始。
  - 10月16日：第5回日本鉄道賞表彰選考委員会特別賞を受賞（受賞盾は「いちご電車」車内にあり）。
  - 10月21日：ダイヤ改正を実施（平日10本・土日祝12本の増便）。和歌山駅 - 伊太祈曽駅間：平日53往復・土休日43往復、伊太祈曽駅 - 貴志駅間：平日34往復・土休日34往復となる。
- 2007年（平成19年）
  - 1月1日：「貴志川線1日乗車券」発売開始。
  - 1月5日：三毛猫の「たま」が貴志駅の駅長に就任。同時に、同居する猫「ミーコ」（たまの母親）と「ちび」が同駅助役に就任。
  - 7月29日：「おもちゃ電車」運行開始。
  - 11月23日：一部列車を減便する（ダイヤ上は運休扱い）。和歌山駅 - 伊太祈曽駅間：平日49往復・土休日42往復、伊太祈曽駅 - 貴志駅間：平日33往復・土休日34往復となる。
- 2008年（平成20年）4月6日：一部列車を増便する（前回ダイヤ改正で運休扱いとしたものの一部復活）。和歌山駅 - 伊太祈曽駅間：平日49往復・土休日43往復、伊太祈曽駅 - 貴志駅間：平日34往復・土休日34往復となる。
- 2009年（平成21年）3月21日：「たま電車」運行開始。
- 2009年（平成21年）7月20日：貴志駅助役「ミーコ」（たまの母親）が死ぬ。貴志駅永久助役に任命。
- 2010年（平成22年）8月4日：貴志駅新駅舎竣工、使用開始。
- 2012年（平成24年）
  - 1月5日：貴志駅のスーパー駅長「たま」の就任5周年記念式典が行われ、三毛猫の「ニタマ」に伊太祈曽駅駅長兼貴志駅駅長代行の辞令が交付される。
  - 2月1日：架線電圧を直流600Vから直流1500Vへ昇圧。
- 2015年（平成27年）
  - 6月22日：貴志駅のウルトラ駅長となっていた「たま」が死ぬ。名誉永久駅長に任命。
  - 8月10日：「たま」の50日祭が行われ、たま神社建立と「ニタマ」のたまII世駅長の襲名が発表される[20]。

## 駅一覧
- 全駅和歌山県内に所在。
- 線路（全線単線） … ◇：列車交換可能、｜：列車交換不可

| 駅番号 | 駅名             | 駅間キロ | 営業キロ | 接続路線                                                             | 線路 | 所在地   |
| ------ | ---------------- | -------- | -------- | -------------------------------------------------------------------- | ---- | -------- |
| 01     | 和歌山駅         | -        | 0.0      | 西日本旅客鉄道： 阪和線 (JR-R54)・ 紀勢本線（きのくに線）・ 和歌山線 | ｜   | 和歌山市 |
| 02     | 田中口駅         | 0.6      | 0.6      |                                                                      | ｜   | 和歌山市 |
| 03     | 日前宮駅         | 0.8      | 1.4      |                                                                      | ◇    | 和歌山市 |
| 04     | 神前駅           | 1.5      | 2.9      |                                                                      | ｜   | 和歌山市 |
| 05     | 竈山駅           | 0.8      | 3.7      |                                                                      | ｜   | 和歌山市 |
| 06     | 交通センター前駅 | 1.1      | 4.8      |                                                                      | ｜   | 和歌山市 |
| 07     | 岡崎前駅         | 0.6      | 5.4      |                                                                      | ◇    | 和歌山市 |
| 08     | 吉礼駅           | 1.0      | 6.4      |                                                                      | ｜   | 和歌山市 |
| 09     | 伊太祈曽駅       | 1.6      | 8.0      |                                                                      | ◇    | 和歌山市 |
| 10     | 山東駅           | 1.1      | 9.1      |                                                                      | ｜   | 和歌山市 |
| 11     | 大池遊園駅       | 2.2      | 11.3     |                                                                      | ｜   | 紀の川市 |
| 12     | 西山口駅         | 0.8      | 12.1     |                                                                      | ｜   | 紀の川市 |
| 13     | 甘露寺前駅       | 1.0      | 13.1     |                                                                      | ｜   | 紀の川市 |
| 14     | 貴志駅           | 1.2      | 14.3     |                                                                      | ｜   | 紀の川市 |

- 和歌山駅、伊太祈曽駅が有人駅、他は無人駅である。

### 過去の接続路線
- 和歌山駅：南海和歌山軌道線 - 1971年3月31日まで

### 廃止区間
中ノ島駅 - 畑屋敷駅 - 大橋駅 - 秋月駅（現・日前宮駅）

## 未成線
和歌山鉄道時代に和歌山駅から和歌山市駅までの延長計画があり、1928年5月10日に免許を取得したが、1931年10月15日に失効している。
また、貴志駅から粉河町まで延伸する計画があり、和歌山鉄道時代の1950年12月23日に免許を取得したが、南海電鉄時代の1967年4月18日に失効している。

## その他
- 南海からの継承後、車内チャイムが導入された。各曲をアレンジした短いもので、以下の3駅の到着直前・発車直後の案内前に鳴らされる。

| 駅名       | 曲名                                   | 由来                         |
| ---------- | -------------------------------------- | ---------------------------- |
| 和歌山駅   | 紀州ぶんだら節                         | 和歌山市に因む               |
| 伊太祈曽駅 | 鞠と殿様                               | 和歌山市に因む               |
| 貴志駅     | ストロベリー・フィールズ・フォーエバー | 駅周辺の名産物、イチゴに因む |

- 架線電圧の直流1500Vへの昇圧工事が行われ[1]、紀勢本線和歌山市駅経由で南海加太線との直通運転が検討されている[23]。
- たまとニタマという「猫の駅長」が存在し、和歌山電鐵の話題作り・乗客数増加へ大いに貢献した。たまは貴志駅、ニタマは伊太祈曽駅に「勤務」していた（ニタマはたま不在時の貴志駅「駅長代行」も兼任）。2015年のたまの死後、ニタマが「たまII世駅長」を襲名し、貴志駅での勤務となった。

## テレビ番組
- 日経スペシャル ガイアの夜明け 住民の足を守れ〜消えゆくローカル線 再生への闘い〜（2007年1月16日、テレビ東京）[24] - 「和歌山電鉄 貴志川線」としての再生を取材。